# 닥터 후 (영화)
《닥터 후》(Doctor Who)는 영국의 공상과학 텔레비전 드라마 시리즈 《닥터 후》와 이어지는 영국-미국-캐나다 합작 텔레비전 영화이다. BBC 월드와이드, 유니버셜 스튜디오, 20세기 폭스, 미국 방송망인 폭스 간 공동제작으로 기획된 1996년 텔레비전 영화로, 1996년 5월 12일 캐나다 앨버타주 애드먼턴에서 CITV (2000년에 캔웨스트 글로벌에게 인수되기 전이던 당시 WIC가 소유)를 통해 첫방영되었으며, 이틀 후에는 폭스를 통해 미국에서, 보름 뒤에는 BBC One을 통해 영국에서 처음으로 방영되었다. 일부 국가에서 한정 기간동안 영화관에서 상영되기도 했다.
이 영화는 1989년 《닥터 후》가 방영 중단되고 나서 드라마를 부활시키려는 첫 시도였다. 미국에서 제작될 새로운 《닥터 후》 TV 시리즈의 백도어 파일럿으로 의도되었고, 8대 닥터로 폴 맥갠을 첫 소개했는데 2013년에 공개된 "The Night of the Doctor" 에피소드 전까지는 해당 역으로서 텔레비전 내 유일한 등장이었다. 또한 실베스터 맥코이가 7대 닥터로 최종 출연한 것과 대프니 애시브룩가 동행자인 그레이스 홀로웨이로 유일하게 출연한 것이 특징이다. 이 영화는 영국에서 높은 시청률을 거두었으나 미국 방영 시에는 성공하지 못했고, 시리즈는 단 하나도 의뢰되지 않았다. 드라마는 이후 2005년 BBC에서 다시 선을 보였다. 영화와 신 시리즈 사이의 공식적인 《닥터 후》 에피소드는 1999년 패러디작 〈Doctor Who and the Curse of Fatal Death〉와 2003년 애니메이션 〈Scream of the Shalka〉 뿐이다.
주로 원작 시리즈와는 다른 제작진들이 영화를 제작하고 미국 시청자들을 대상으로 삼았지만, 프로듀서들은 시리즈의 '재상상판'이나 '재시작판' 대신 원래 이야기의 지속판을 제작하는 쪽을 선택했다. 제작 촬영은 캐나다 브리티시컬럼비아주 밴쿠버에서 진행되었으며, 지금까지 캐나다에서 촬영된 유일한 《닥터 후》 에피소드가 되었다.

### 리뷰
- (영어) Doctor Who (1996)  리뷰 - The Doctor Who Ratings Guide
- Doctor Who: The Enemy Within DVD에 들어있는 후니버스의 리뷰

### BBC 소설판
- (영어) Doctor Who (1996; novelisation)  리뷰 - The Doctor Who Ratings Guide